# Mätsökarkamera

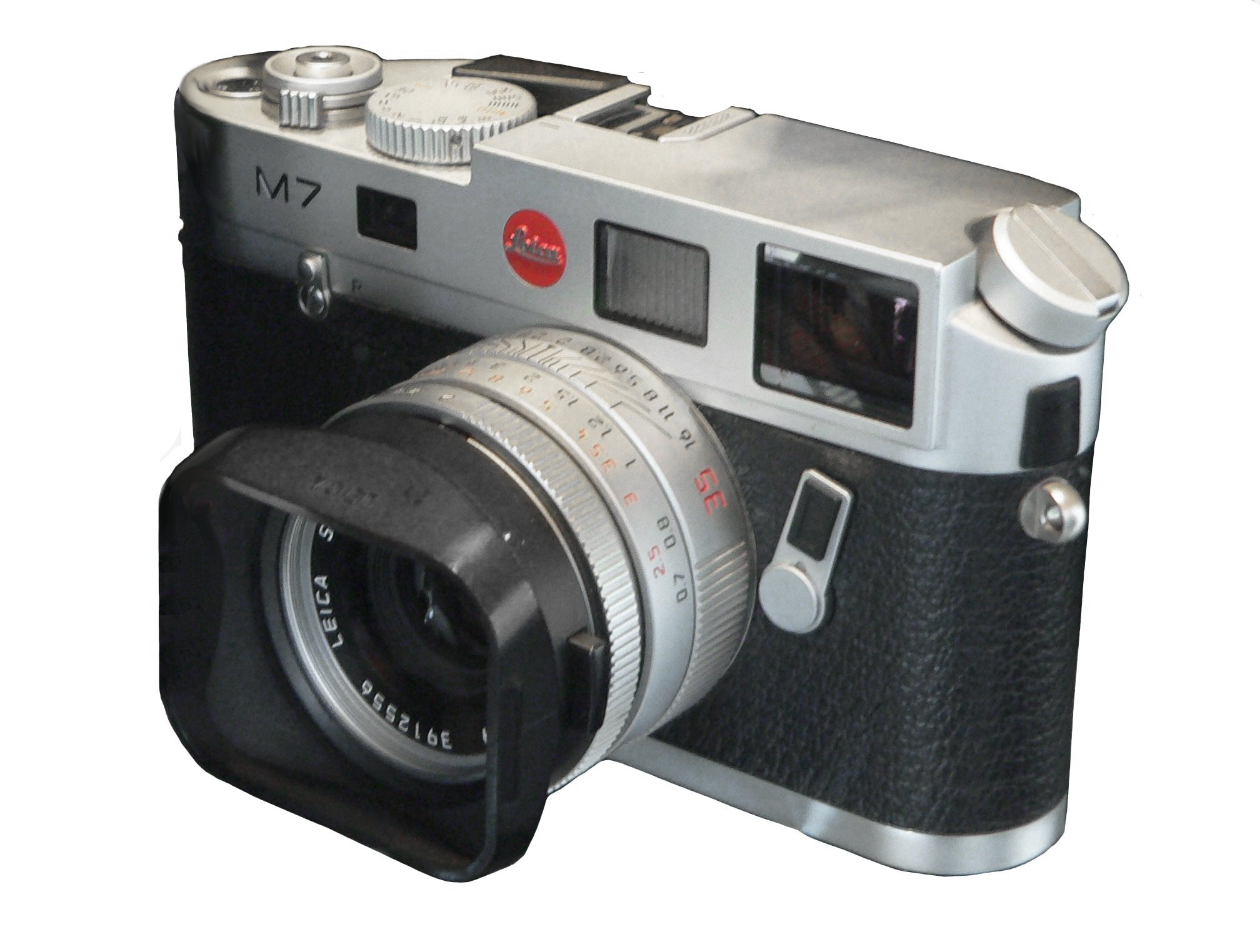
Leica M7 systemkamera med mätsökare.

Mätsökarkamera kallas en kamera där avståndsmätningen sker genom en särskild strålgång parallellt med objektivets axel med parallaxsökare. Två bilder skapas i sökaren genom två siktlinjer. Den ena siktlinjens riktning kan regleras genom ett vridbart prisma (vilket sker automatiskt när avståndsinställningen ändras på objektivet). När de två bilderna av motivet sammanfaller är kameran inställd på det avståndet.
Mätsökaren är en utveckling av den lösa avståndsmätaren som fanns till vissa kameror i fotograferingens ungdom, vilken så småningom byggdes in i kameran.
Vid fotografering med en mätsökarkamera (och för övrigt även i kameror med andra typer av sökare där strålgången inte går genom objektivet (ramsökare, genomsiktssökare med flera)) uppstår ett parallaxfel som märks vid fotografering på korta avstånd. Speciellt besvärande blir det vid makrofotografering.
Den klassiska mätsökarkameran Leica kan förses med en spegelreflextillsats just för makrofotografering och fotografering genom mikroskop.
Den moderna kompaktkameran är oftast försedd med autofokus. Detta är en avståndsmätning med delvis annan teknik än den traditionella mätsökarens. Mätsökaren används numera bara på vissa "proffskameror".
I vissa tidiga kameror gjordes avståndsmätningen via en separat strålgång som inte sammanföll med genomsiktssökare (motivsökaren) och dessa kameror kan därför inte kallas mätsökarkamera. Fotografen fick således först ställa in avståndet och sedan flytta ögat till sökaren för att ta bilden.